# Ranunculus beregensis
Ranunculus beregensis är en ranunkelväxtart som beskrevs av Sóo. Ranunculus beregensis ingår i släktet ranunkler, och familjen ranunkelväxter. Inga underarter finns listade i Catalogue of Life.